# Санкт-Петер (Граубюнден)
Санкт-Петер (нем. St. Peter GR) — деревня и бывшая коммуна в Швейцарии, в кантоне Граубюнден.
Население составляет 171 человек (на 31 декабря 2006 года). Официальный код — 3930.
До 2007 года имела статус отдельной коммуны. 1 января 2008 года была объединена с коммуной Пагиг в новую коммуну Санкт-Петер-Пагиг. 1 января 2013 года коммуна Санкт-Петер-Пагиг вошла в состав коммуны Ароза.
Входит в состав региона Плессур (до 2015 года входила в округ Плессур).